# 八曽山
八曽山（はっそさん）は、愛知県犬山市東部にある標高327 mの山である。

## 概要
「曽」と言う字の異体字に、「曾」と言う字がある。そのため、この字を用いて「八曾山」と表記する場合もある。
山頂付近には、八曽黒平神社がある。山頂には二等三角点が設置されている（点名は黒平）。また山の南側を、五条川が流れる。
この山を含む周辺地域は、国の「八曽自然休養林」に指定されている。

## 遊歩道
南側には東海自然歩道が通っていて、八曽キャンプ場が八曽山への遊歩道の入口となっている。五条川の支流に沿った遊歩道（八曽滝遊歩道、黒平山遊歩道）が整備されていて、その途中に八曽滝（山伏ノ滝、落差18 m、平成の名水百選のひとつ
）がある。もみの木駐車場には売店があり、岩見山方面への遊歩道（巌頭洞遊歩道、岩見山遊歩道）の入口となっている。その途中には、五階滝、乙女滝、巌頭洞がある。

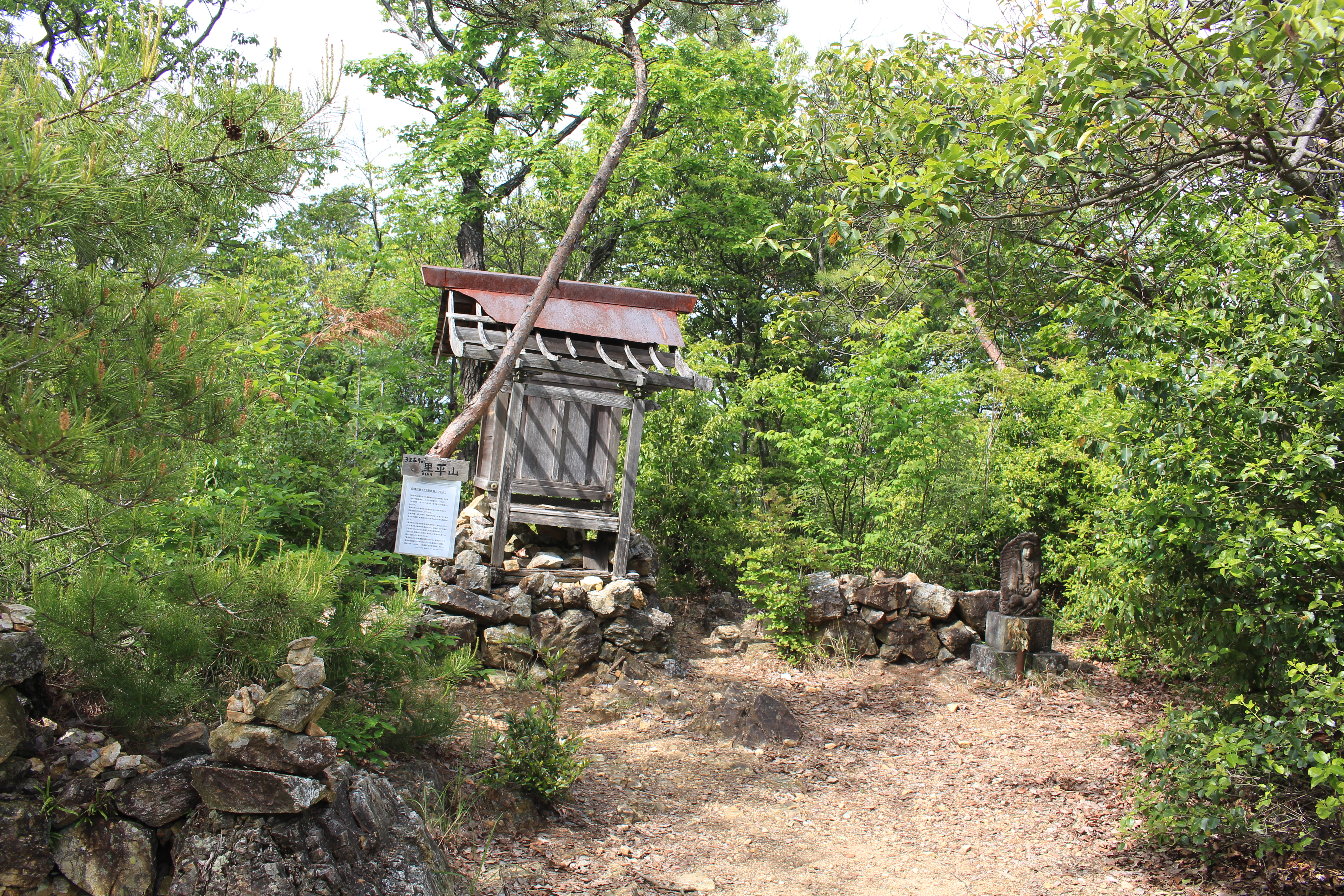
山頂の祠、山頂部には秋葉寺（宗岳寺）の石垣が残されている
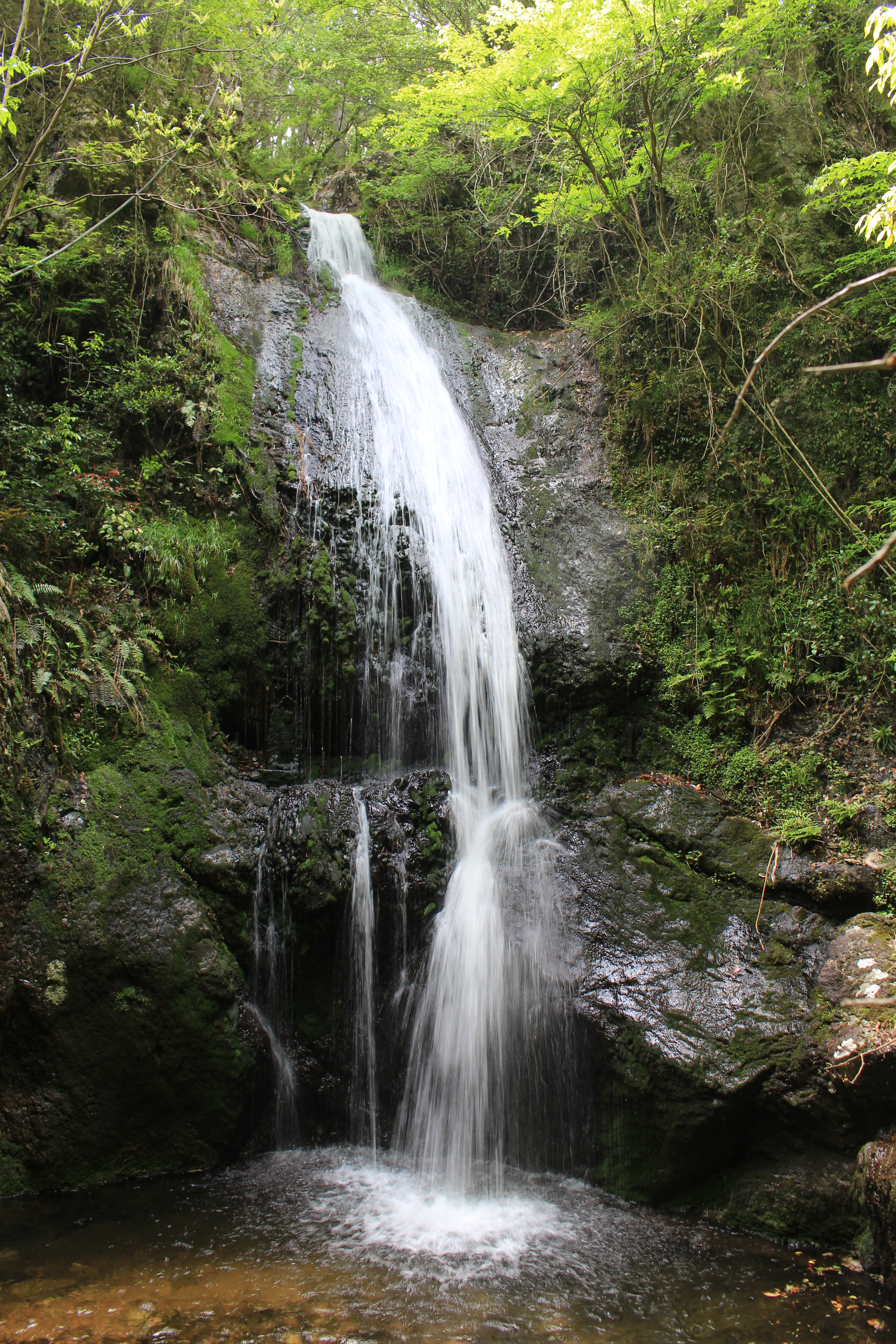
八曽滝（山伏ノ滝）

## 周辺
- 五条川
- 入鹿池
- 東海自然歩道
- 岩見山（244m）- すぐ西側に位置する岩山のピークで、八曽山や尾張三山などを見渡すことができる。
- 尾張三山 - 尾張富士・本宮山・白山
- 小牧山
- 鳩吹山
- 東谷山